# 33452 Olivebryan
33452 Olivebryan è un asteroide della fascia principale. Scoperto nel 1999, presenta un'orbita caratterizzata da un semiasse maggiore pari a 2,6329801 UA e da un'eccentricità di 0,1026419, inclinata di 4,61987° rispetto all'eclittica.